# Case di Viso
Case di Viso è un borgo alpino in quota (1753 m s.l.m.) della Valle di Viso, nel comune di Ponte di Legno, meta turistica, nota specialmente per le abitazioni che conservano immutata la loro architettura originaria in muratura, risalente - per alcune - agli inizi del XIX secolo, e che sono state teatro di una rappresaglia nazista dopo l'armistizio dell'8 settembre.